# Samuel Finzi
Pour les articles homonymes, voir Finzi.
Samuel Finzi, né à Plovdiv (Plowdiw) en Bulgarie le 20 janvier 1966, est un acteur allemand d'origine bulgare.

## Biographie
Samuel Finzi, fils de l'acteur Itzhak Fintzi, obtient ses premiers rôles — tant au théâtre qu'au cinéma — alors qu'il est encore étudiant. Très tôt, il est en rapport avec des réalisateurs et metteurs en scène européens des plus influents, comme, au théâtre, Benno Besson, Dimiter Gotscheff, Frank Castorf, Jürgen Gosch et Robert Wilson. Au cinéma, son rôle-titre dans la série policière Flemming (de) ainsi que ses collaborations avec les réalisateurs Michael Glawogger, Oliver Hirschbiegel, Peter Popzlatev, Sönke Wortmann et Til Schweiger augmentent sa popularité auprès d'un large public.
Parallèlement à ses engagements au théâtre dans la plupart des plus importants théâtres de langue allemande, Samuel Finzi joue dans de nombreuses productions cinématographiques et télévisuelles où il séduit le public dans des films à succès tels que Le Miracle de Berne (Das Wunder von Bern) ou Rien à déclarer, ainsi que dans des films indépendants tels que Die Besucherin, Même Dieu est venu nous voir et Vaterspiele.
Il a joué au Deutsches Theater, au théâtre Maxime Gorki, au Volksbühne à Berlin et au Schauspielhaus (de) à Leipzig.

## Filmographie partielle
- 2000 : L'Adieu : Le Dernier Été de Brecht
- 2003 : Le Miracle de Berne (Das Wunder von Bern) de Sönke Wortmann
- 2010 : Aghet : 1915, le génocide arménien : Johannes Lepsius (téléfilm-documentaire)
- 2011 : Kokowääh (rendu onomatopéique de « coq au vin ») de Til Schweiger
- 2012 : The Colour of the Chameleon
- 2013 : Generation War (téléfilm en trois parties)
- 2013 : Kokowääh 2 : Tristan
- 2013 : Die Erfindung der Liebe : Heinrich Ludowsky
- 2013 : Oktober November : David
- 2013 : Aschenbrödel und der gestiefelte Kater : Pauls Vater
- 2014 : Ponts de Sarajevo : (segment "My Dear Night")
- 2014 : Worst Case Scenario : Georg
- 2014 : Willkommen im Klub
- 2014 : Honig im Kopf : Kellner Venedig
- 2015 : Fünf Freunde 4 : Bernhard
- 2015 : Tod den Hippies!! Es lebe der Punk! : Klaus Rother
- 2015 : Halbe Brüder : Notar Garcia
- 2015 : Outside the Box : Peter Krausmann
- 2015 : Macho Man : Rüdiger Kleinmüller
- 2016 : Fritz Lang
- 2016 : Coup de foudre par SMS (SMS für Dich)
- 2016 : CRO - Unsere Zeit ist jetzt : Dozent (en post-production)
- 2016 : Marie Curie – Gustave Téry
- 2017 : Francuski
- 2017 : The Captain : L'Usurpateur (Der Hauptmann) de Robert Schwentke : Roger Kuckelsberg
- 2018 : Meine teuflisch gute Freundin : le diable
- 2020 : 18% Grey : Danny
- 2020 : Die Hochzeit : Nils
- 2021 : January : The Porter
- 2021 : Schachnovelle :
- 2021 : Snake Eyes: G.I. Joe Origins : Mr. Augustine
- 2021 : Side Effects & Risks : Arnold
- 2023 : Une vie (One Life) de James Hawes : Rabbi Hertz